# Andy dela Cruz
Andrés Piñeda dela Cruz, detto Andy (Pasay, 10 novembre 1923 – Makati, 5 giugno 1993), è stato un cestista filippino.

## Carriera
Con le Filippine ha disputato i Giochi della XIV Olimpiade.